# 隆里奇半島
67°28′S 67°40′W / 67.467°S 67.667°W
隆里奇半島是南極洲的半島，位於阿羅史密斯半島，處於韋斯特林灣北岸，寬6公里，法國探險隊在1909年發現該半島並繪入地圖。